# 谷田川駅
谷田川駅（やたがわえき）は、福島県郡山市田村町谷田川字荒小路（あらこうじ）にある、東日本旅客鉄道（JR東日本）水郡線の駅である。

## 歴史
- 1929年（昭和4年）5月10日：水郡北線の終着駅として開業[2]。
- 1931年（昭和6年）10月30日：当駅 - 川東駅間の延伸により、途中駅となる。
- 1962年（昭和37年）11月20日：貨物の取り扱いを廃止[2]。
- 1983年（昭和58年）6月1日：水郡線のCTC化により、無人化[3]。荷物の扱いを廃止[4]。
- 1987年（昭和62年）4月1日：国鉄分割民営化により、JR東日本の駅となる[2]。
- 2000年（平成12年）：駅舎を改築[1]。

## 駅構造
水郡線統括センター（常陸大子駅）管理の無人駅で、相対式ホーム2面2線を有する地上駅である。ホーム間は構内踏切で結ばれている。また、保線機器用の側線およびホームがある。鉄骨造の駅舎内に待合室がある。

### のりば
| ホーム | 路線    | 方向 | 行先               |
| ------ | ------- | ---- | ------------------ |
| 駅舎側 | ■水郡線 | 上り | 常陸大子・水戸方面 |
| 反対側 | ■水郡線 | 下り | 郡山方面           |

- 案内上のホーム番号は設定されていない。

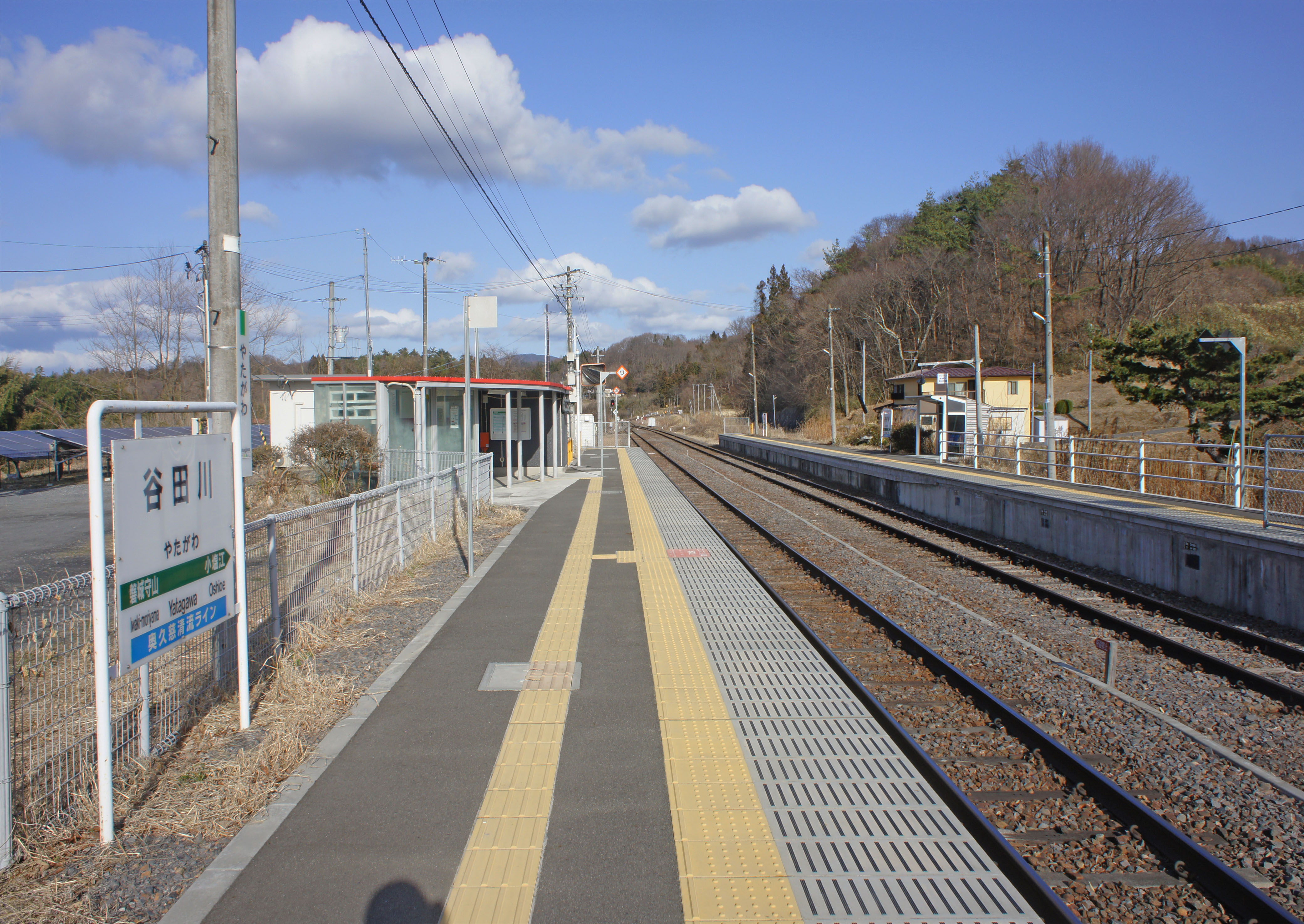
ホーム（2022年3月）
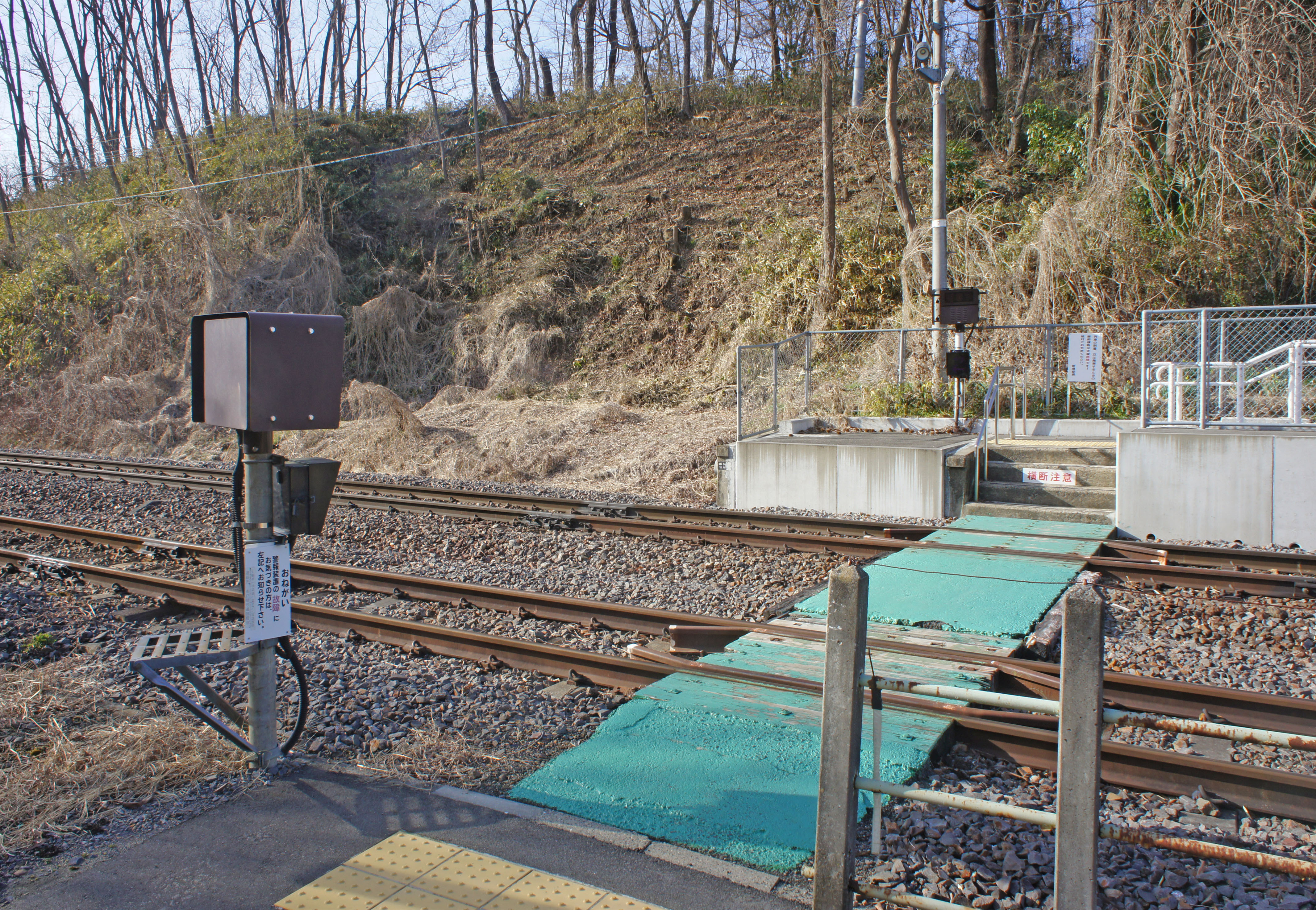
構内踏切（2022年3月）

## 利用状況
「福島県統計年鑑」によると、2000年度（平成12年度）- 2004年度（平成16年度）の1日平均乗車人員の推移は以下のとおりであった。
| 乗車人員推移       | 乗車人員推移     | 乗車人員推移 |
| 年度               | 1日平均 乗車人員 | 出典         |
| ------------------ | ---------------- | ------------ |
| 2000年（平成12年） | 82               | [ 6 ]        |
| 2001年（平成13年） | 85               | [ 7 ]        |
| 2002年（平成14年） | 85               | [ 8 ]        |
| 2003年（平成15年） | 82               | [ 9 ]        |
| 2004年（平成16年） | 85               | [ 10 ]       |

## 駅周辺
- 国道49号
- 福島県道141号玉川田村線
- 福島県道181号谷田川停車場線
- 福島県道293号江持谷田川停車場線
- 福島交通「谷田川駅入口」停留所

## 隣の駅
東日本旅客鉄道（JR東日本）
■水郡線
小塩江駅 - 谷田川駅 - 磐城守山駅